# 神威蓝光
神威蓝光（英語：Sunway BlueLight MPP）是中国国家并行计算机工程技术研究中心制造的一台超級计算机。部署於山東省濟南市的国家超级计算济南中心。

## 系统性能
运算能力峰值达到1.07016PFlops，持续性能达到795.9TFlops，Linpack效率为74.37%，总功耗为1074KW。存储容量2PB，最高带宽69.6TB/s。采用多种节能技术实现绿色指标741.06MFlops/W。

## 系统硬件
神威蓝光超级计算机共有8704个CPU。这些CPU全部采用中国购买许可后自主设计生产的CPU，即申威3代“申威1600”处理器（ShenWei processor SW1600）。这是该超级计算机最大的突破。该处理器是16核64位处理器，每个核心都是DEC Alpha处理器的现代化增强版，以最高频率1.1GHz运行时，16个核总共提供最大141GFlops的双精度浮点处理能力。这使中国成为继美国和日本之后世界上第三个独立研发千万亿次超级计算机的国家。
神威蓝光采用水冷散热系统。

## 另見
- 神威·太湖之光

## 外部連結
- TOP500排名（2011年11月） （页面存档备份，存于）

| 中华人民共和国国家超级计算中心 | 中华人民共和国国家超级计算中心                            | 中华人民共和国国家超级计算中心 | 中华人民共和国国家超级计算中心 | 中华人民共和国国家超级计算中心 | 中华人民共和国国家超级计算中心                                      |
| 序号                           | 国家超級計算中心                                          | 地點                           | 啟用時間                       | 部署機型                       | 共建單位                                                            |
| ------------------------------ | --------------------------------------------------------- | ------------------------------ | ------------------------------ | ------------------------------ | ------------------------------------------------------------------- |
| 1                              | 国家超级计算天津中心                                      | 天津市                         | 2009年10月                     | 天河一号、天河三号原型机       | 国防科技大学 · 滨海新区政府 · 天津经济技术开发区管委会              |
| 2                              | 国家超级计算深圳中心                                      | 廣東省深圳市                   | 2009年                         | 曙光星云                       | 中科院计算所 · 中科曙光 · 深圳市政府                                |
| 3                              | 国家超级计算长沙中心                                      | 湖南省長沙市                   | 2011年                         | 天河一号                       | 国防科技大学 · 湖南大学 · 湖南省政府                                |
| 4                              | 国家超级计算济南中心                                      | 山東省濟南市                   | 2011年10月                     | 神威蓝光、神威E级原型机        | 山东省科学院 · 山东省计算中心                                       |
| 5                              | 国家超级计算广州中心                                      | 廣東省廣州市                   | 2013年                         | 天河二号、天河星逸             | 国防科技大学 · 中山大学 · 广州市政府 · 广东省政府                   |
| 6                              | 国家超级计算无锡中心                                      | 江蘇省無錫市                   | 2016年6月                      | 神威·太湖之光                  | 科技部 · 无锡市政府 · 江苏省政府                                    |
| 7                              | 国家超级计算郑州中心                                      | 河南省郑州市                   | 2020年11月                     | 嵩山                           | 郑州大学                                                            |
| 8                              | 国家超级计算昆山中心                                      | 江蘇省昆山市                   | 2020年11月                     | 昆仑                           | 未知                                                                |
| 9                              | 崂山实验室（青岛国实）超算中心？                          | 山东省青岛市                   |                                | 神威·海洋之光                  | 崂山实验室 · 青岛国实                                               |
| 10                             | 国家超级计算成都中心                                      | 四川省成都市                   | 2021年6月                      | 未知，疑为曙光硅立方           | 未知                                                                |
| 11                             | 国家超级计算西安中心                                      | 陕西省西安市                   | 2022年7月                      | 秦岭                           | 未知                                                                |
| 12                             | 国家超级计算太原中心                                      | 山西省太原市                   | 2022年4月                      | 太行一号                       | 山西云时代公司 · 山西大学                                           |
| 13                             | 中新（重庆）国际超算中心？                                | 重庆市                         |                                |                                | 重庆移动 · 无锡中心 · 新加坡MGN · 新加坡Archanan · 寰球超算（重庆） |
| 14                             | “乌镇之光”超算中心 浙江（长三角）新一代全功能智能超算中心 | 浙江省桐乡市                   | 2022年5月                      |                                |                                                                     |